# Bassi (cràter)
Bassi és un cràter d'impacte en el planeta Venus de 31 km de diàmetre. Porta el nom de Laura Bassi (1711-1778), física i matemàtica italiana, i el seu nom va ser aprovat per la Unió Astronòmica Internacional el 1991.